# Frank Jacobsson

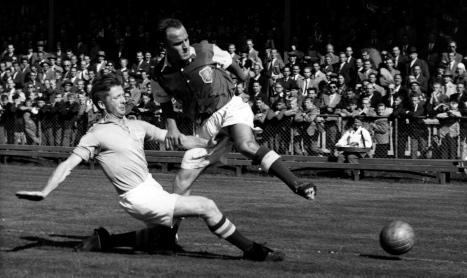
Jacobsson (r.) 1953 im Duell mit Sune Sandbring von Malmö FF

Frank „Sanny“ Jacobsson (* 6. Juli 1930; † 26. Februar 2017 in Göteborg) war ein schwedischer Fußballspieler und -trainer.

## Werdegang
Jacobsson spielte zwischen 1949 und 1960 für GAIS Göteborg in der Allsvenskan. In 130 Erstligaspielen gelangen dem Stürmer 25 Tore. In der Spielzeit  1953/54 wurde er mit GAIS schwedischer Meister. Später betreute er als Spielertrainer den unterklassig antretenden Klub Vårgårda IK.
Jacobsson wurde sechs Mal in die schwedische Nationalmannschaft berufen.
Jacobsson spielte bei GAIS und in der Nationalmannschaft zusammen mit seinem Bruder Karl-Alfred, der dreimal Torschützenkönig der Allsvenskan wurde.